# Врублевский, Вильгельм Станиславович
Вильге́льм Станисла́вович Врубле́вский (польск. Wilhelm Wróblewski) (20 августа 1899, д. Крапивники, Виленская губерния — 4 августа 1934, г. Медвежьегорск, Автономная Карельская ССР) — российский железнодорожный инженер, заместитель начальника Мурманской железной дороги — главный ревизор по безопасности движения поездов (1931—1934).
Прямой потомок старинного польского дворянского рода Врублевских герба Слеповрон, занесенного в шестую часть Дворянской родословной книги Минской губернии. Отец — Станислав Викентьевич Врублевский, мать — Мальвина Александровна ур. Равич Врублевская. До 16 лет воспитывался в поместье отца — фольварке Крапивники Дисненского уезда Виленской губернии, получил домашнее образование, позволившее ему держать вступительный экзамен в один из престижнейших высших учебных заведений Российской империи — Институт инженеров путей сообщения императора Александра I в Санкт-Петербурге, студентом которого он стал в 1915 году.
Драматические события Первой мировой войны, произошедшие осенью 1915 г. на русском Западном фронте, — последовавшие в ходе Свенцянского прорыва отступление русских войск и оккупация германскими войсками территории Дисненского уезда, революционные события 1917 г. и гражданская война в России, восстановление Польши в 1918 г. не только навсегда разлучили его с родными, но и не позволили завершить учёбу. Производственная практика в марте 1917 г. конторщиком Службы движения Общества Московско-Виндаво-Рыбинской железной дороги (ЖД) стала началом его трудовой деятельности — сначала на Петроградском Витебском вокзале, а с февраля 1918-го по март 1923 г. в связи с проводимым в стране красным террором — на ст. Оредеж.
С мая 1923 г. жизнь Вильгельма Станиславовича неразрывно связана с Мурманской железной дорогой, построенной в условиях Первой мировой войны и открытой для эксплуатации в недостроенном виде, где начались достроечные работы по устранению технических несовершенств и приведению всей линии дороги в техническое состояние, соответствующее магистральному значению. В течение трех месяцев он служил заместителем начальника ст. Ленинград-Сортировочная, а уже в августе получил назначение в Мурманск. В 1924 году служил заместителем начальника станции Мурманск, а в 1925 — заместителем начальника ст. Петрозаводск. В течение этих трёх лет на северных участках линии Петрозаводск — Мурманск было значительно улучшено земляное полотно, на станциях для увеличения пропускной способности и вмещения более длинных поездов в составе до 50 вагонов массой до 50 тыс. пудов с паровозами серии Э переустроены станционные пути. Самые масштабные работы были произведены на ст. Мурманск: уложено и переложено более 5 вёрст путей и более 40 стрелочных переводов, смягчён подход к станции с железнодорожного перегона, выполнено около 9 тыс. куб. саженей земляных работ. Кроме удлинения пути для 50-вагонных составов, была улучшена маневровая работа станции, переустроены товарные и пассажирские пути, подходы к пристаням. Кроме того, построены жилые здания и пакгаузы, а в феврале 1925 г. — депо и мастерские. В результате увеличилась пропускная способность линии на протяжении от Петрозаводска до Мурманска, причём масса поездов была увеличена более чем в 2 раза, в 1,7 раза возрос и грузооборот станций северной половины дороги. Причём на работу линии основное влияние оказывал грузооборот станций Мурманск и Петрозаводск. К концу 1925 г. Мурманская железная дорога из недостроенной времянки превратилась в дорогу, в эксплуатационном отношении равную другим дорогам железнодорожной сети, а её техническое состояние обеспечивало выполнение всех предъявляемых требований транзитных перевозок. И лучшим доказательством этому послужил пропуск по всей линии мощных паровозов серии Э, перевозивших 50-вагонные составы массой до 50 тыс. пудов.
Мурманская железная дорога строила свое хозяйство по типу промышленно-транспортно-колонизационного комбината. На средства, получаемые дорогой от эксплуатации предоставленного ей земельного фонда площадью более 3 млн га вдоль линии от ст. Медвежья Гора до Мурманска, преимущественно лесов, она планомерно осуществляла свою колонизационно-переселенческую программу: землеустройство, мелиорацию земель, лесоустройство и устройство поселков в местах, имеющих по природным условиям предпосылки промышленного и промыслового развития, лесное и рыбопромышленное строительство, строила лесопильные и консервные заводы, рыбопромысловые фактории на побережье Кольского полуострова, проводила другие мероприятия колонизационного характера.
В 1928 г. Вильгельм Станиславович был назначен начальником ст. Медвежья Гора, до 1923 г. — одинокой станции с несколькими полуразрушенными необитаемыми бараками. К концу 1920-х годов в результате проводимой Мурманской железной дорогой колонизации Карело-Мурманского края в районе ст. Медвежья Гора были образованы три больших переселенческих поселка, выстроен хорошо оборудованный санаторий, работали построенные железной дорогой лесопильный завод, деревообделочная мастерская и мельница, а ст. Медвежья Гора по своему коммерческому грузообороту превосходила ст. Петрозаводск.
Однако возросшая грузонапряженность Мурманской железной дороги стала и фактором риска в обеспечении её безаварийной эксплуатации. 13 мая 1930 г. на перегоне Пьяжевасельга — Ладва южной части Мурманской ЖД произошло крушение товарного поезда. Было разбито 25 вагонов, погиб один человек, ранены двое. Предотвращение нарушений безопасности движения стало одной из основных задач. В 1930 г. Вильгельм Станиславович был назначен заместителем начальника Мурманской железной дороги по системе контроля — начальником 1-го (Петрозаводского) отделения, а в 1931-м — заместителем начальника Мурманской железной дороги — главным ревизором по безопасности движения [поездов]. Направлением его деятельности, прежде всего, стало обеспечение безаварийной работы железной дороги, организация и проведение технических ревизий и контрольных проверок, расследование и учёт транспортных происшествий и событий, связанных с нарушением правил безопасности движения.
В начале 1930-х годов советским правительством было принято решение о строительстве Беломоро-Балтийского канала, который силами заключенных ГУЛАГа был построен в 1931—1933 гг. Управление Беломоро-Балтийского лагеря (БелБалтЛаг) было дислоцировано на ст. Медвежья Гора (г. Медвежьегорск). Управлением Мурманской железной дороги в этот период времени решались задачи по достройке дороги со смягчением уклона на участке Петрозаводск — Лоухи и её реконструкции на участке Званка — Мурманск в двухпутную, а также по электрификации северного участка Лоухи — Кандалакша — Мурманск с Апатитовой ветвью со сдачей в эксплуатацию участка Апатиты — Мурманск в 1935 г., а всего участка — в 1936-м, и усилению железнодорожного направления Ленинград — Мурманск к переходу на электротягу, начиная с третьей пятилетки. Решение этих задач должно было не только обеспечить бесперебойную работу Мурманской железной дороги, наилучшим образом соответствовать интересам портов, городов, лесных хозяйств, рудников, фабрик, заводов, колхозов, но и повысить обороноспособность страны.
Обеспечить безаварийную работу железной дороги в этот сложный период было чрезвычайно ответственно. Летом 1934 г. в инспекционную поездку Вильгельм Станиславович взял свою семью: жену и двух маленьких детей. По завершении технических ревизий 4 августа 1934 г. на станции Медвежья Гора он остановил служебный поезд и отправился в Управление БелБалтЛага, по возвращении из которого на станцию был убит. Мария Флегонтовна, узнав о внезапной смерти мужа и мгновенно осознав ситуацию, приняла решение немедленно погрузить в служебный поезд тело супруга и вывезти его из центра БелБалтЛага. Такого поступка руководство лагеря не предполагало. На ст. Лодейное Поле служебный поезд остановился — необходимо было заправить паровоз водой. Во время этой остановки Марии Флегонтовне удалось незаметно вместе с детьми вынести тело мужа. Через несколько дней Вильгельм Станиславович был похоронен на городском кладбище в Лодейном Поле Ленинградской области. В 1935 г. Мурманская ЖД переименована в Кировскую железную дорогу.